# Medal za Nienaganną służbę w policji
Medal za Nienaganną Służbę w Policji (ros. Медаль «За беспорочную службу в полиции») – rosyjskie odznaczenie cywilne.

## Historia
Odznaczenie zostało ustanowione ukazem cara Aleksandra II z dnia 17 grudnia 1876 roku dla wyróżnienia policjantów i funkcjonariuszy straży pożarnej, którzy wykonywali nienagannie swoje obowiązki. W dniu 20 grudnia 1878 ukazem został rozszerzony statut tego odznaczenia i zgodnie z nim objęto nim wszystkich pracowników placówek podległych policji i straży pożarnej tj. domów sierot, szpitali, szkół, domów starców.
Po śmierci Aleksandra II, jego następca Mikołaj III od 1891 roku nadawał również ten medal na tych samych zasadach, z tym nadawane medale miały zmieniony rysunek na awersie odznaki. Podobnie kolejny cesarz Mikołaj II, od 1894 roku nadawał ten medal, lecz ze zmienionym awersem.

## Zasady nadawania
Odznaczenie było nadawane policjantom, członkom straży pożarnej, urzędnikom policyjnym, pracownikom placówek opiekuńczo-wychowawczych podległych policji, jeżeli przez okres co najmniej 5 lat nienagannie pełnili swoje obowiązki służbowe. Medal ten też nadawano tym osobą, jeżeli odsłużyli co najmniej 10 lat i odchodzili ze służby, a wcześniej takiego medalu nie otrzymali.
Medal był nadawany od 1878 roku do 1917, nie jest znana liczba nadanych medali, wiadomo jednak, że za panowania Mikołaja II średnio co rok nadawano około 2000 takich medali.

## Opis odznaki
Odznaka medalu jest okrągły krążek o średnicy 33 mm, wykonany ze srebra.
Na awersie odznaczenia nadawanego w latach 1876 – 1881 w środkowej części znajdują się profil z prawej strony Aleksandra II bez insygniów cesarskich. Krawędź krążka jest w postaci wieńca z liści laurowych.
Na rewersie medalu w środku jest napis ЗА БЕЗПОРОЧНУЮ СЛУЖБУ ВЪ ПОЛИЦIИ (pol. Za nienaganna służbę w policji). Krawędzie mają postać wieńca z liści laurowych.
Po 1881 roku na awersie medalu znajdował się profil z prawej strony Aleksandra III bez regali cesarskich, Pozostałe elementy i rewers medalu były identyczne z medalem z 1876 roku. Po koronacji Aleksandra III na cesarza w 1883 roku, awers medalu zmieniono i oprócz profilu Aleksandra wzdłuż krawędzi umieszczono napis Б. М. АЛЕКСАНДРЪ III ИМПЕРАТОРЪ И САМОД. ВСЕРОСС. (pol. Z bożej łaski Aleksander III cesarz i samowładca Wszechrusi.), pozostałe elementy i rewers nie zostały zmienione.
Kolejny władca Mikołaj II, nadawał również ten medal od 1894 roku z tym, że kolejny raz zmieniono awers medalu, gdzie umieszczono profil z lewej strony Mikołaja II, bez regali cesarskich, a wzdłuż krawędzi umieszczono napis Б. М. НИКОЛАЙ II ИМПЕРАТОРЪ И САМОДЕРЖЕЦЪ ВСЕРОСС. (pol. Z bożej łaski Mikołaj II cesarz i samowładca Wszechrusi). Pozostałe elementy i rewers odznaczenia pozostały takie same.
| Medal nadawany w latach 1876 - 1881 | Medal nadawany w latach 1881 – 1882 | Medal nadawany w latach 1883 – 1894 | Medal nadawany w latach 1894 – 1917 |
| ----------------------------------- | ----------------------------------- | ----------------------------------- | ----------------------------------- |
|                                     |                                     |                                     |                                     |

Medal zawieszony był na wstążce orderowej Orderu św. Anny.